# 九引理
在數學中，九引理是一個對任意阿貝爾範疇（例如阿貝爾群範疇與模範疇）均成立的抽象結果，此引理斷言：給定如下的交換圖：
若每一直行及下兩橫列正合，則最上一個橫列也正合；類此，若每一直行及上兩橫列正合，則最下一個橫列也正合。
九引理可透過圖追蹤直接證明，或藉著對正合橫列套用蛇引理證明。
Linderholm (p.201) 曾這麼挖苦九引理：
畫個井字，別填上圈叉，而要用彎曲的箭頭……在井字上揮舞些複雜的手勢。畫些圈，但不是在井字裡，而要畫在格線末端。扮個鬼臉。你已證明了：
(a) 九引理
(b) 十六引理
(c) 二十五引理……

## 文獻
- Linderholm, Carl. . Wolfe. 1971. ISBN 978-0-7234-0415-6.